# Zsigmond Ormós
Zsigmond Ormós  (n. 20 februarie 1813, Pecica, județul Arad – 1894, Budapesta) a fost un jurist, politician, scriitor, ziarist, critic și istoric de artă maghiar, fondatorul muzeelor timișorene.

## Viața și activitatea
Zsigmond Ormós s-a născut la Pecica în anul 1813, a studiat la Arad, Timișoara, Szeged, Oradea și Pozsony (Bratislava de astăzi). La Timișoara s-a reîntors ca jurist, după terminarea studiilor, având deja o activitate destul de bogată în domeniul literaturii.
Lansându-se ca funcționar public, a lucrat în administrația localităților Recaș și Buziaș, dar s-a manifestat și ca deputat în parlamentul de la Budapesta. După înnăbușirea revoluției din 1848-49 a fost arestat și întemnițat la Timișoara. Primind amnistie în 1850, a părăsit Ungaria, de fapt s-a autoexilat.
Timp de mai mulți ani a studiat istoria artei în Austria, Italia, Germania și Franța. În 1866 a fost ales subcomite, apoi, în 1871, comite de Timiș.
Fiind un pasionat colecționar de obiecte de artă, a pus bazele Societății de Arheologie și Istorie din Ungaria de Sud, nucleul Muzeului Banatului, dar și al Muzeului de Artă din Timișoara. Colecția lui de pictură, grafică și artă decorativă italiană, flamandă, germană, austriacă, maghiară și bănățeană, constând din lucrări de primă mână, respectiv copii după mari maeștri, va intra în patrimoniul asociației menționate prin donația lui testamentară din 18 septembrie 1895.
Savantul Zsigmond Ormós s-a stins din viață la Budapesta, în 1894, 17 noiembrie, la orele 11, după o îndelungată suferință.